# Сиркар, Тия
Ти́я Сирка́р (англ. Tiya Sircar; род. 16 мая 1982, Форт-Уэрт, Техас) — американская актриса и танцовщица.

## Биография и начало карьеры
Тия Сиркар родилась 16 мая 1982 года в Форт-Уэрте, штат Техас в семье университетских профессоров. Тия говорит на английском, испанском, французском, итальянском и бенгальском языках. В 3-летнем возрасте, в 1985 году, Сиркар начала заниматься танцами (балет, джаз, современный, народный Южной Азиатский танец и классический танец). Затем она стала в равной степени заинтересована в актёрстве и музыкальном театре. Она продолжала учиться и выступать в школе и общественных производствах[что?] до переезда в Лос-Анджелес (штат Калифорния), чтобы продолжить профессиональную актёрскую карьеру в Голливуде.

## Карьера
Тия дебютировала в кино в 2005 году, сыграв роль индийской танцовщицы в фильме «Небесные красавицы». Всего Сиркар сыграла более чем в 30-ти фильмах и телесериалах. Она также снималась в таких фильмах и телесериалах как: «Отель для собак» (роль Мэрианн, 2009), «Папе снова 17» (роль Саманты, 2009), «Дневники вампира» (роль Эйми Брэдли, 2010), «Секс по дружбе» (роль официантки, 2011) и «Кадры» (роль Неи Патель, 2013).

## Избранная фильмография
| Год          |     | Русское название                | Оригинальное название                   | Роль                             |
| ------------ | --- | ------------------------------- | --------------------------------------- | -------------------------------- |
| 2005         | кор | Небесные красавицы              | Heavenly Beauties                       | Нея Патель                       |
| 2006         | ф   | Ненасытная                      | The Insatiable                          | Лиза                             |
| 2007         | с   | Доктор Хаус                     | House                                   | студентка №1                     |
| 2007         | с   | Ханна Монтана                   | Hannah Montana                          | Наташа                           |
| 2007         | с   | Лунный свет                     | Moonlight                               | врач № 2                         |
| 2008         | с   | Терминатор: Битва за будущее    | Terminator: The Sarah Connor Chronicles | Зои                              |
| 2008         | с   | Университет                     | Greek                                   | Эмма                             |
| 2008         | с   | 4исла                           | Numbers                                 | Шаза Рафик                       |
| 2008—2009    | с   | Всё тип-топ, или Жизнь на борту | The Suite Life on Deck                  | Падма                            |
| 2009         | ф   | Отель для собак                 | Hotel for Dogs                          | Мэрианн                          |
| 2009         | ф   | Папе снова 17                   | 17 again                                | Саманта                          |
| 2009         | мс  | Финес и Ферб                    | Phineas and Ferb                        | Мишти (озвучка)                  |
| 2010         | с   | Добиться или сломаться          | Make It or Break It                     | Морган Уэбстер                   |
| 2010         | с   | Дневники вампира                | The Vampire Diaries                     | Эйми Брэдли                      |
| 2011         | с   | Морская полиция: Спецотдел      | NCIS                                    | Лорен Доннелли                   |
| 2011         | ф   | Секс по дружбе                  | Friends with Benefits                   | официантка                       |
| 2012         | с   | Связь                           | Touch                                   | Вероник/Нанду                    |
| 2013         | с   | Доктор Эмили Оуэнс              | Emily Owens M.D.                        | Хлоя                             |
| 2013         | ф   | Кадры                           | The Internship                          | Нея Патель                       |
| 2013         | с   | Ведьмы Ист-Энда                 | Witches of East End                     | Эми Мэттьюз                      |
| 2014—2016    | мс  | Звёздные войны: Повстанцы       | Star Wars Rebels                        | Сабин Врен (озвучка)             |
| 2016—2020    | с   | В лучшем мире                   | The Good Place                          | Вики / Дениз / настоящая Элеанор |
| 2017 — н. в. | мс  | Спирит: Дух свободы             | Spirit Riding Free                      | мисс Флорес (озвучка)            |
| 2018         | с   | Стартап                         | Alex, Inc.                              | Нуш Шумен                        |
| 2023         | ф   | Без ответа                      | Ghosted                                 | Патти                            |